# Sodeca
Sodeca, Société de distribution d’eau de Centrafrique, est l’entreprise publique de distribution de l’eau potable et de travaux hydrauliques de la République centrafricaine. 

## Historique
La Sodeca est créée en 1991, elle reprend la gestion de la distribution de l’eau par affermage indirect, de la SNE Société Nationale des Eaux. La Sodeca est alors, une entreprise privatisée, filiale du groupe français Saur. En 1999, Saur se retire et sa participation au capital passe de 75 % à 10 %, avant de se retirer totalement en 2003. L’État centrafricain détient dès lors, 97,4 % du capital.

## Activités
La Sodeca compte 14 000 clients, gère 500 km de réseau. Elle assure l’approvisionnement en eau potable de 23 % de la population dans huit villes : Bangui, Bambari, Berbérati, Bossangoa, Bouar, Bozoum, Carnot, et Ndélé.

## Dirigeants
- Rufin Benam-Beltoungou
- Oumar Chaïb, Directeur général depuis le 29 mai 2013[4].